# SVI S.p.a.

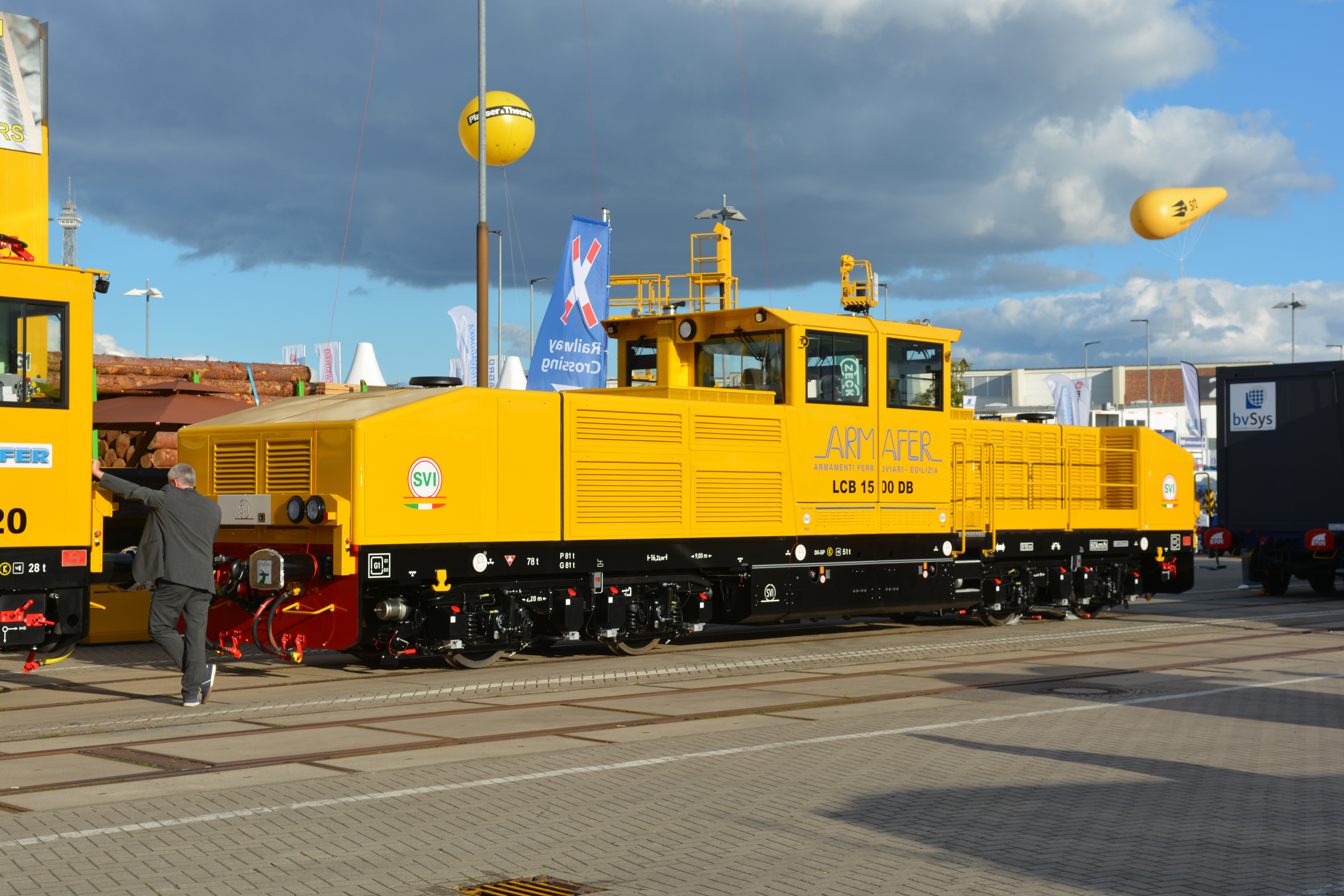
Von SVI hergestellte Bau- und Streckenlokomotive der Baureihe Armafer LCB 1500 DB; ausgestellt auf der Innotrans 2022

Die SVI S.p.a. ist ein italienischer Hersteller von Schienenfahrzeugen mit Sitz in Lucignano.
Das Unternehmen wurde 1999 von Ivano Sambuchi und Mauro Vannoni in Città di Castello gegründet. Seit 2016 wird am heutigen Standort mit über 100 Mitarbeitern produziert. Von Anfang an spezialisierte man sich auf Bahndienstfahrzeuge.

## Produkte
SVI verkauft unter anderem folgende Fahrzeuge und Gleisbaumaschinen:
- Güterwagen für den Gleisbau
- Rottenkraftwagen
- Turmwagen
- Diesellokomotiven für Arbeitszüge (zum Beispiel LC 800)